# Maia Sandu
Maia Sandu (phát âm tiếng Romania: [ˈmaja ˈsandu], sinh ngày 24 tháng 5 năm 1972) là một chính trị gia Moldova và tổng thống đắc cử của Moldova. Bà là lãnh đạo sáng lập Đảng Hành động và Đoàn kết (PAS) và là cựu Thủ tướng Moldova từ ngày 8 tháng 6 năm 2019 đến ngày 14 tháng 11 năm 2019. Vào ngày 12 tháng 11 năm 2019, chính phủ của Maia Sandu đã thất bại sau một cuộc bỏ phiếu bất tín nhiệm, với 63 (đại biểu của PSRM và PDM) trong số 101 nghị sĩ đã bỏ phiếu về đề xuất do PSRM đệ trình.
Sandu là Bộ trưởng Bộ Giáo dục từ năm 2012 đến năm 2015 và là nghị sĩ Quốc hội Moldova từ năm 2014 đến 2015 và một lần nữa vào năm 2019. Bà được chọn là ứng cử viên chung của các đảng thân châu Âu PPDA và PAS cho Tổng thống Moldova trong cuộc bầu cử 2016. Tuy nhiên, bà đã bị thua trong cuộc tranh cử sau đó trước ứng cử viên PSRM thân Nga, Igor Dodon, mất số phiếu phổ thông từ 43% xuống 57%. Trong cuộc tái tranh cử giữa Dodon và Sandu trong cuộc bầu cử năm 2020, bà đã giành chiến thắng trong cuộc tranh cử sau đó, đảo ngược kết quả của các cuộc bầu cử trước đó với biên độ từ 42% đến 58%. Bà trở thành nữ tổng thống đầu tiên của Moldova.

## Tiểu sử
Maia Sandu sinh ngày 24 tháng 5 năm 1972 tại Risipeni, Fălești, Moldavia thuộc Liên Xô. Từ năm 1989 đến năm 1994, cô theo học chuyên ngành quản lý tại Học viện Nghiên cứu Kinh tế Moldova (ASEM). Sau đó, từ 1995 đến 1998, cô theo học chuyên ngành Quan hệ quốc tế tại Học viện Hành chính (AAP) ở Kishinev. Năm 2010, cô tốt nghiệp trường Chính phủ John F. Kennedy tại Đại học Harvard. Ngoài ngoài tiếng Romania ra, Sandu còn nói được tiếng Nga, tiếng Tây Ban Nha và tiếng Anh.
Từ năm 2010 đến 2012, Sandu làm Cố vấn cho Giám đốc Điều hành tại Ngân hàng Thế giới ở Washington, D.C..

## Sự nghiệp chính trị
Từ năm 2012 đến 2015, bà giữ chức Bộ trưởng Bộ Giáo dục Moldova. Vào ngày 23 tháng 7 năm 2015, Đảng Dân chủ Tự do đã được Đảng Dân chủ Tự do xem xét ứng cử làm Thủ tướng tiếp theo của Moldova, kế nhiệm Natalia Gherman và Chiril Gaburici. 